# Gutta
Gutta è il primo album in studio del rapper statunitense Ace Hood, pubblicato nel 2008.

## Tracce
1. I Don't Give a Fuck – 2:54
2. Can't Stop (featuring Akon) – 3:43
3. Get Em Up – 3:44
4. Gutta (featuring Trick Daddy) – 4:00
5. Guns High (featuring R. City) – 4:11
6. Cash Flow (featuring T-Pain & Rick Ross) – 4:22
7. Ride (featuring Trey Songz) – 4:24
8. Fed Bound – 4:17
9. Stressin' (featuring Plies) – 5:07 – DVS
10. Money Ova Here – 2:57
11. Can't See Y'all (featuring Brisco) – 3:44
12. Get Him – 4:07
13. Call Me (featuring Lloyd) – 3:14
14. Ghetto (featuring Dre) – 4:45
15. Top of the World – 3:31
16. Ride (Remix) (featuring Trey Songz, Rick Ross & Juelz Santana) – 3:57
17. Face Good (Bonus) (featuring Flo Rida) – 3:37